# Nikołaj Gapiejonok
Nikołaj Iwanowicz Gapiejonok (ros. Николай Иванович Гапеёнок, biał. Мікалай Іванавіч Гапяёнак, ur. 17 kwietnia 1919 we wsi Gliniszcze obecnie w rejonie horodeckim w obwodzie witebskim, zm. 21 października 2008 w Monino) – radziecki lotnik wojskowy, pułkownik, Bohater Związku Radzieckiego (1945).

## Życiorys
Urodził się w białoruskiej rodzinie chłopskiej. W wieku 16 lat wstąpił do Komsomołu. Skończył 9 klas szkoły w Peterhofie, a w 1939 szkołę lotnictwa cywilnego w Bałaszowie, od 1939 służył w Armii Czerwonej, w 1940 ukończył wojskową szkołę lotniczą. Od czerwca 1941 uczestniczył w wojnie z Niemcami, był m.in. zastępcą dowódcy eskadry 81 gwardyjskiego pułku lotnictwa bombowego 1 Gwardyjskiej Dywizji Lotnictwa Bombowego 6 Gwardyjskiego Korpusu Lotnictwa Bombowego 2 Armii Powietrznej 1 Frontu Ukraińskiego w stopniu kapitana, do marca 1945 wykonał 165 lotów bojowych, bombardując wagony kolejowe, lotniska i skupiska siły żywej i techniki wroga. 24 czerwca 1945 brał udział w Paradzie Zwycięstwa na Placu Czerwonym w Moskwie, po wojnie nadal służył w Siłach Powietrznych, w 1951 ukończył Akademię Wojskowo-Powietrzną, w której następnie był wykładowcą i zastępcą szefa katedry jako kandydat nauk wojskowych, w 1979 zwolniono go do rezerwy w stopniu pułkownika. Napisał dokumentalną książkę o wojnie "Dorogi Pobiedy". Został pochowany na cmentarzu garnizonowym w Monino.

## Odznaczenia
- Złota Gwiazda Bohatera Związku Radzieckiego (27 czerwca 1945)
- Order Lenina (27 czerwca 1945)
- Order Czerwonego Sztandaru (dwukrotnie, 25 sierpnia 1943 i 1 kwietnia 1945)
- Order Wojny Ojczyźnianej I klasy (dwukrotnie, 8 stycznia 1944 i 11 marca 1985)
- Order Czerwonej Gwiazdy (dwukrotnie, 16 stycznia 1943 i 30 grudnia 1956)
- Order „Za służbę Ojczyźnie w Siłach Zbrojnych ZSRR” III klasy (30 kwietnia 1975)
- Medal „Za zasługi bojowe”
- Medal „Za zwycięstwo nad Niemcami w Wielkiej Wojnie Ojczyźnianej 1941–1945”
- Medal „Weteran Sił Zbrojnych ZSRR”

I inne.